# ادیان قومی
دین قومی یا ادیان قومی یا قبیله‌ای یک اصطلاح مرسوم در دین‌شناسی است. پیروانِ ادیان قومی از راهِ فرهنگ، اصل و نسب و نژاد یا سنت‌های فرهنگیِ مشترک با هم در پیوندند. ویژگی این‌گونه از دین‌ها، محدودیتِ آن به دایرهٔ نسبتاً کوچکی از پیروان و در یک منطقه خاص است که مسائل عمومی این جامعهٔ کوچک از طریق آن حل و فصل می‌شود.
قومیت و مذهب در این تعریف، از یکدیگر جدایی ناپذیرند.

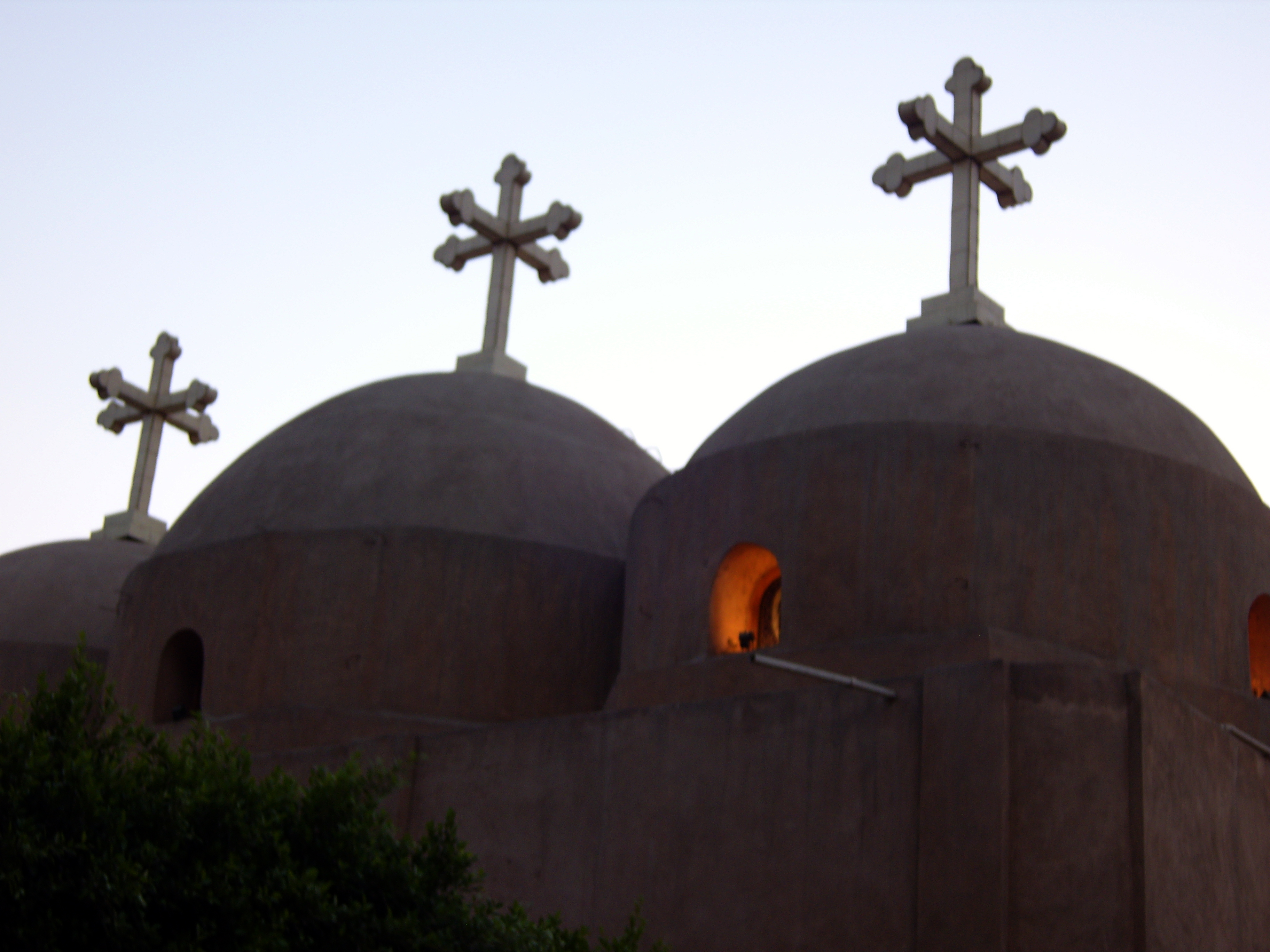
یک کلیسای قبطی در قاهره